# 誰か、海を。 EP
『誰か、海を。 EP』（だれか、うみを。イーピー）は、Aimerの2ndミニアルバム。2014年9月3日にDefSTAR RECORDSから発売された。2タイプのCDが発売された。期間生産限定盤は、描き下ろし「残響のテロル」SPパッケージとなっており、「残響のテロル」 エンディング・テーマのストーリーボードが封入されている。

## 概要
表題曲「誰か、海を。」は、菅野よう子とのコラボ曲。TVアニメ『残響のテロル』のエンディングテーマ。シガー・ロスらを手掛けたケン・トーマスが参加している。また表題曲は、3枚目のフルアルバム『DAWN』にも収録されている。
「for ロンリー」（アルバム『素。』収録曲）は、阿部真央とのコラボ曲。
Galileo Galileiがリミックスを担当した「眠りの森」、APOGEEの永野亮がリミックスを担当した「Cold Sun」とコラボレーション曲で構成されている。

## 栄誉
- ミュージック・ジャケット大賞 2015年 準大賞

## 収録曲

### CD
1. 誰か、海を。 (4:53)
作詞：青葉市子　作曲・編曲：菅野よう子
2. 白昼夢 (4:56)
作詞：aimerrhythm　作曲・編曲：玉井健二、飛内将大
3. for ロンリー (4:49)
作詞・作曲：阿部真央　編曲：玉井健二、大西省吾
4. 眠りの森（Kazuki Remix） (3:45)
作詞：aimerrhythm　作曲：飛内将大
5. Cold Sun (Ryo Nagano Remix) (3:59)
作詞：aimerrhythm　作曲：横山裕章
6. 誰か、海を。（TV size） (1:31)
作詞：青葉市子　作曲・編曲：菅野よう子
7. 白昼夢 （TV edit） (2:09)
作詞：aimerrhythm　作曲・編曲：玉井健二、飛内将大
8. 誰か、海を。（instrumental） (4:51)
作詞：青葉市子　作曲・編曲：菅野よう子

### 期間生産限定盤 DVD DFCL-2081
1. 「誰か、海を。」（「残響のテロル」ノンクレジットエンディングムービー）

## 参加ミュージシャン

### 誰か、海を。
- 菅野よう子 - キーボード
- 浦田恵司、坂元俊介 - シンセサイザー・マニピュレーション
- 佐野康夫 - ドラム
- 藤堂昌彦ストリングス - ストリングス

### 白昼夢
- 飛内将大 - プログラミングと楽器演奏

### for ロンリー
- 阿部真央 - ボーカル
- 大西省吾 - プログラミングと楽器演奏

### 眠りの森 (Kazuki Remix)
- Galileo Galilei - リミックス、追加
- 尾崎雄貴(Galileo Galilei) - ボーカル

### Cold Sun (Ryo Nagano Remix)
- 永野亮(APOGEE) - リミックス、追加
- 永野亮 - ボーカル

## 制作クレジット
- エグゼクティブ・プロデューサー - 村松俊亮、桂田大助、岸本俊一、玉井健二
- アート・ディレクション＆デザイン - 松田剛
- フォトグラファー - 加藤アラタ
- スタイリスト - 赤石侑香
- 衣装 - Chie Naito
- ヘアメイクアーティスト - 大西あけみ
- 照明 - 渡辺竜平
- イラストレーション -中澤一登

- マスタリング・エンジニア - 茅根裕司

### 誰か、海を。
- プロデューサー - 菅野よう子
- 共同プロデューサー - 冨永恵介（PIANO）
- レコーディング・エンジニア - 米津裕二郎
- ミキシング・エンジニア - ケン・トーマス、ジュリアン・トーマス
Recorded at Prime Sound

### 白昼夢
- プロデューサー - 玉井健二
- Directed & Organized - 森岡英貴 (agehasprings)
- レコーディング＆ミキシング・エンジニア - 森真樹
Recorded at Studio Device
Mixed at Tune Studio

### for ロンリー
- プロデューサー - 玉井健二

- 阿部真央

- ディレクター - 福島健太郎 (GRAND SLAM MUSIC)
- レコーディング・エンジニア - 小寺秀樹

Recorded at BURNISH STONE RECORDING STUDIOS
- Aimer

- ディレクター - 森岡英貴
- レコーディング・エンジニア - 森真樹

Recorded & Mixed at Studio Device

### 眠りの森 (Kazuki Remix)
- ディレクター - Testuya Take (SME Records)
Recorded & Mixed at Wan Wan Studio

### Cold Sun (Ryo Nagano Remix)
- ミックス - 永野 亮、Takeshi Baba

### 誰か、海を。 「残響のテロル」ノンクレジットエンディングムービー
- 絵コンテ・演出・作画 - 小池健
- 動画 - 秋山訓子、椿本知美、松村舞子、増子裕美、阿武恵子
- 色指定・検査 - 古姓史織
- 仕上 - 古性史織、鹿骨大佐、河合真理子、福谷直樹、シュガーレス ファクトリー、井上美弦、村松理恵子
- 撮影 - 淡輪雄介、察伯崙
- 制作 - 松永理人

## リリース日一覧
| 地域 | リリース日   | レーベル               | 規格                   | カタログ番号   | 備考                       |
| ---- | ------------ | ---------------------- | ---------------------- | -------------- | -------------------------- |
| 日本 | 2014年9月3日 | DefSTAR RECORDS        | 12cmCD + DVD           | DFCL-2080,2081 | 期間生産限定盤             |
| 日本 | 2014年9月3日 | DefSTAR RECORDS        | 12cmCD                 | DFCL-2079      | 通常盤                     |
| 日本 | 2014年9月3日 | DefSTAR RECORDS        | デジタル・ダウンロード | 910464683      | iTunes Store               |
| 日本 | 2014年9月3日 | Sony Music Labels Inc. | デジタル・ダウンロード | A1000890377    | レコチョク AAC 128/320kbps |
| 日本 | 2014年9月3日 | Sony Music Labels Inc. | デジタル・ダウンロード | 4560429727644  | mora AAC-LC 320kbps        |
| 日本 | 2014年9月3日 | Sony Music Labels Inc. | デジタル・ダウンロード | B00N0RU82K     | Amazon.co.jp               |

## タイアップ
| 曲名             | タイアップ                                                               |
| ---------------- | ------------------------------------------------------------------------ |
| 「誰か、海を。」 | フジテレビ『ノイタミナ』枠テレビアニメ『残響のテロル』エンディングテーマ |
| 「白昼夢」       | テレビ東京『東京上級デート2』テーマソング                                |
| 「白昼夢」       | iOS・Androidアプリ『東京上級ゲーム』テーマソング                         |

## 購入特典
- Aimer・残響のテロル両面告知ポスター[8]
- 2014年10月25日 タワーレコードTOWER OF LOVERS ライブ @ タワーレコード渋谷店「CUTUP STUDIO」